# Koně z Marly
Koně z Marly (francouzsky Chevaux de Marly) je dvojice soch představující vzpínající se koně a jejich krotitele. Autorem díla je francouzský sochař Guillaume Coustou (1677–1746), který jej vytvořil v letech 1743–1745 z carrarského mramoru.

## Historie
V roce 1739 sousoší objednal Ludvík XV. jako výzdobu pro svůj zámek v Marly-le-Roi. Sochy byly umístěny u vstupu do zámeckého parku. V roce 1794 byly přesunuty do Paříže na Place de la Concorde u začátku Avenue des Champs-Élysées. V roce 1984 byly přemístěny do Louvru a pod širým nebem zůstaly kopie z betonu. Originály jsou uloženy v muzeu Louvre na zastřešeném nádvoří křídla Richelieu, které se nazývá Cour Marly (Nádvoří Marly).